# Штилинген
Штилинген (њем. Stühlingen) град је у њемачкој савезној држави Баден-Виртемберг. Једно је од 32 општинска средишта округа Валдсхут. Према процјени из 2010. у граду је живјело 5.177 становника. Посједује регионалну шифру (AGS) 8337106.

## Географски и демографски подаци
Штилинген се налази у савезној држави Баден-Виртемберг у округу Валдсхут. Град се налази на надморској висини од 501 метра. Површина општине износи 93,2 km². У самом граду је, према процјени из 2010. године, живјело 5.177 становника. Просјечна густина становништва износи 56 становника/km².